# Идрис Бидлиси
Идрис Бидлиси (Мулла Хаким Идрис Бидлиси; род. ок. 1455, Битлис или Диярбакыр —  ум. 15 ноября 1520, Стамбул) — османский историк конца XV и начала XVI веков, курд по происхождению.

## Биография
Мулла Хаким Идрис Бидлиси родился около 1455 года в Персии. Служил у одного из персидских шахов, а потом переселился ко двору турецкого султана Баязида II, который поручил ему написать историю Османской династии. Преданность Баязиду Идрис перенёс и на его сына Селима, которого сопровождал в походе против своей родины.
За содействие при покорении Курдистана был назначен его губернатором. Историю Османской династии Идрис Бидлиси написал по-персидски, под названием: «Гешти бегишт» или «Хашт бехишт» («Восемь парадизов» или «Восемь кругов рая», по числу султанов династии) — сплошной панегирик Османской династии. Тогда же история была переведена на турецкий язык.
Идрис Бидлиси умер 15 ноября 1520 года в городе Стамбуле.